# 菅野佐世
菅野 佐世（すがの の すけよ）は、平安時代前期の貴族・儒学者。氏姓は御船宿禰のち菅野朝臣。百済系渡来人・王辰爾の後裔。官位は従五位上・摂津権守。

## 経歴
文徳朝の斉衡2年（855年）外従五位下に叙せられる。翌斉衡3年（856年）助教に任ぜられるたのち、明経道の学者として清和朝において大学助・大学博士などを歴任する一方、備後権介・越前権介など地方官も務めた。またこの間の貞観5年（863年）には、同族の皇太后宮大進・御船彦主や内蔵少属・御船氏柄ら男女6人と共に菅野朝臣に改姓し、貞観10年（868年）従五位上に叙せられている。なお、佐世は儒学者として、以下の活動を行ったことが『六国史』に記載されている。
- 天安2年（858年）釈奠において座主を務める[1]。
- 貞観6年（864年）釈奠において尚書の題を発した[2]。
- 貞観13年（871年）太皇太后・藤原順子の葬儀に際して、天皇が祖母である太皇太后の喪に服すべき期間について疑義が生じて決定できなかったために、儒者たちに議論させたが、佐世は大学博士として、助教・善淵永貞と共に、中国の故事に基づき葬儀が終わればただちに服喪を終わらせるべきである旨を言上[3]。
- 同年、応天門の変による焼亡から修復した応天門の改名の是非、応天門・朱雀門・羅城門の名称の由来について、明経博士・文章博士らに議論が命じられた際、佐世は大学博士として、助教・善淵永貞と共に、中国の故事に基づき魯の三門（庫門・雉門・路門）が日本の三門（応天門・朱雀門・羅城門）に該当すること、魯では天災で三門が焼失した際も改名していないことから人災により焼失した応天門の名を改める必要がないこと、応天・朱雀・羅城の名称は経典にも記載がないことの旨を言上[4]。
- 貞観17年（875年）清和天皇が『群書治要』を読んだ際、五経の文を授けた[5]。

のち、刑部大輔を経て、安芸権守・摂津権守と地方官を歴任した。元慶4年（880年）5月28日卒去。享年79。最終官位は従五位上行摂津権守。

## 人物
『礼記』『儀礼』に精通し、清和天皇が『孝経』を読んだ際には、侍読を務めたという。

## 官歴
『六国史』による。
- 斉衡2年（855年） 正月7日：外従五位下
- 斉衡3年（856年） 10月21日：助教
- 天安2年（858年） 7月5日：大学助
- 貞観元年（859年） 11月19日：従五位下
- 貞観4年（862年） 2月11日：備後権介
- 貞観5年（863年） 4月21日：助教（備後権介も兼任）。8月9日：御船宿禰から菅野朝臣へ改姓
- 貞観6年（864年） 正月16日：兼越前権介
- 貞観10年（868年） 正月7日：従五位上
- 貞観11年（869年） 4月13日：次侍従
- 時期不詳：大学博士
- 貞観12年（870年） 正月25日：兼越前権介
- 時期不詳：刑部大輔、安芸権守
- 元慶2年（878年） 正月11日：摂津権守
- 元慶4年（880年） 5月28日：卒去（従五位上行摂津権守）